# 金像獎歌曲頒獎典禮1988
《金像獎歌曲頒獎典禮1988》（英語：Gimmick Song Special 1988）是無綫電視在《金像獎歌曲頒獎典禮1986》和《金像獎歌曲頒獎典禮1987》之後、於1988年再度製作的同一搞笑電視節目，在綜合性節目《歡樂今宵》中播出，司儀盧大偉、汪明荃。
節目由多名搞笑藝員，以歌曲頒獎典禮形式模仿歌手、電影、電視界藝人。今屆大會更特別頒出一個特別獎項給扮嘢能手盧海鵬，以表揚他過去三屆的精彩扮嘢演出。而自此屆之後，無綫至今已無再製作類似的節目。
2004年，電視廣播（國際）授權現代音像(國際)有限公司將此節目1986、1987及1988年三輯製作成一套VCD出售。

## 得獎歌曲
- 「最有體育精神獎」：〈飛入千個洞〉 - 草紙仔（由陳山河、羅浩楷、羅青浩扮演）
- 「激發人類同情心獎」：〈豈有此被〉 - 披氈士 （由莊文清、李麗蕊、吳夏萍扮演）
- 「八爪魚大獎」：〈這是菜〉 - 大食羅賓（由盧海鵬扮演）
- 「最冇人性獎」：〈貓貓I Iove you〉 - Maria Codilo（由羅君左扮演）
- 「面目全非獎」：〈亂畫紅唇〉 - 梅菜芳
- 「不倒翁大獎」：〈淚的小注〉 - 青倉（由甘國衛扮演）、今天不用叉 - 鬍蘇蓉（由吳君如扮演）
- 「最佳娛樂獎」：〈留下鋤我〉 - 鄺美人（由吳麗珠扮演）
- 「慈善大獎」：〈扮惡人輪籌〉 - 新馬絲巾（由盧海鵬扮演）

## 另見
- 金像獎歌曲頒獎典禮1986
- 金像獎歌曲頒獎典禮1987

## 連結
歌詞